# Eteobalea tririvella
Eteobalea tririvella — вид лускокрилих комах родини розкішних вузькокрилих молей (Cosmopterigidae).

## Поширення
Вид поширений на значній території Європи. Зареєстрований у Франції, Італії, Австрії, Чехії, Словаччині, Угорщині, Хорватії, Румунії, Молдові, Росії, Монголії, Латвії, Естонії, Фінляндії та Швеції. Присутній у фауні України.

## Опис
Розмах крил 11-17 мм. Передні крила чорні з трьома сяючими золотистими лініями та верхівковим нальотом. Задні крила сіро-чорні.

## Спосіб життя
Імаго літають з середини червня до кінця серпня. Личинки живляться листям чебреця (Thymus).